# Skolity
Skolity (deutsch Schlitt, auch Schölitt) ist ein Ort in der Gmina Świątki (Landgemeinde Heiligenthal) im Powiat Olsztyn (Kreis Allenstein) in der polnischen Woiwodschaft Ermland-Masuren.

## Geographische Lage
Das alte Kirchdorf liegt in der historischen Region Ermland in Ostpreußen, etwa 35 Kilometer südwestlich der früheren Kreisstadt Lidzbark Warmiński (Heilsberg) und 16 Kilometer südwestlich von Dobre Miasto (Guttstadt).

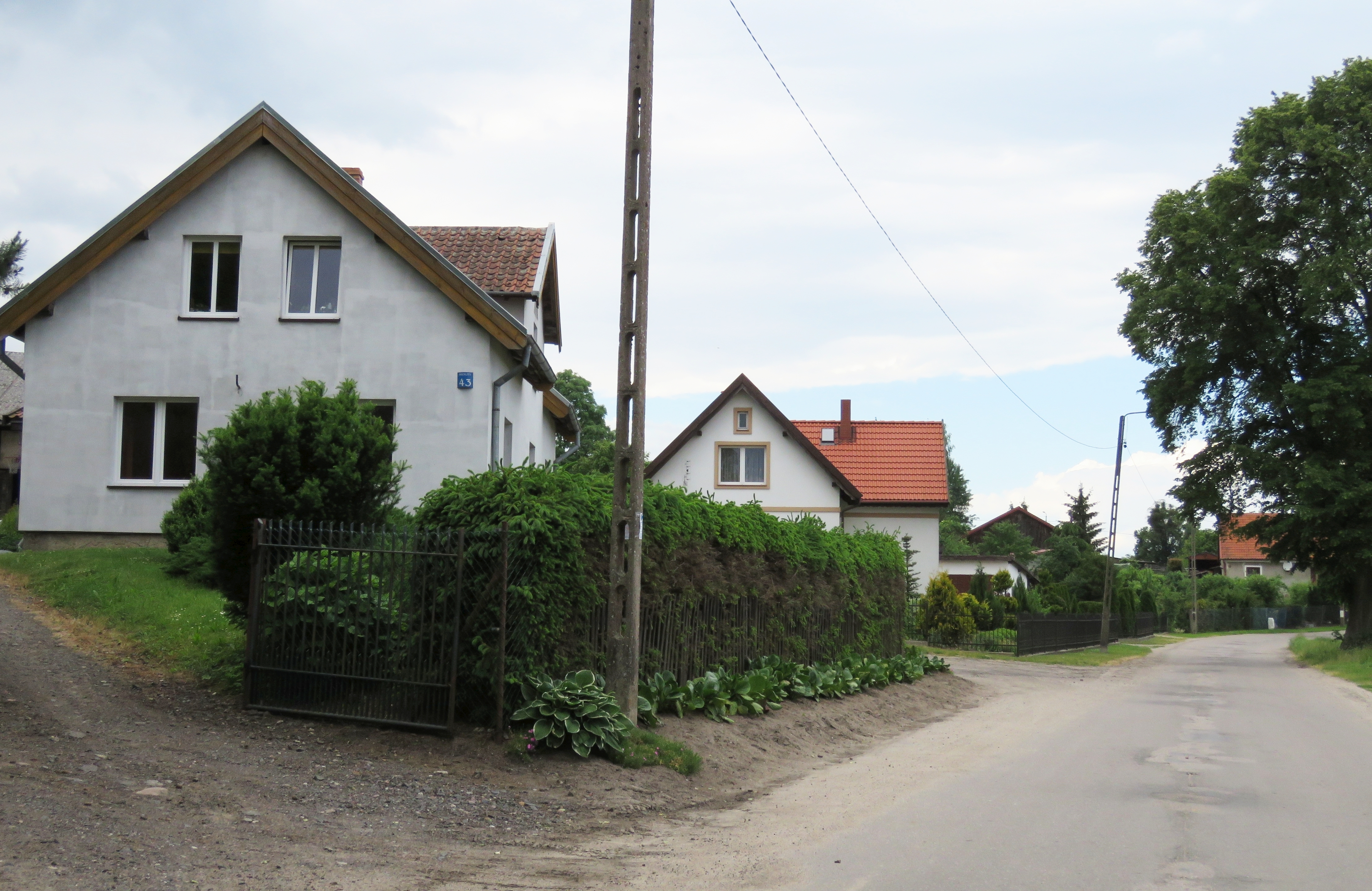
Dorfstraße in Skolity

## Geschichte
Scolitten ist 1348 gegründet. 1466 kam die Ortschaft mit Ermland zum autonomen Polnisch-Preußen.
Seit 1722 gehörte Schölitt, erst nach 1820 Schlitt genannt, zum Königreich Preußen. Seit 1874 war es Sitz des Amtsbezirks Schlitt, der bis 1945 bestand und dem lediglich die beiden Dörfer Blankenberg (polnisch Gołogóra) und Schlitt zugehörten.
Am 1. Dezember 1910 hatte Schlitt 643 Einwohner, eine Spar- und Darlehnskasse, eine Molkerei, ein Sägewerk, eine katholische Pfarrkirche und ein Standesamt. Von 1933 bis 1939 war die Anzahl Einwohner des Dorfs von 509 auf 529 angewachsen.
Bis 1945 gehörte die Landgemeinde Schlitt zum Kreis Heilsberg im Regierungsbezirk Königsberg im Gau Ostpreußen des Deutschen Reichs.
Gegen Ende des Zweiten Weltkriegs wurde die Region im Frühjahr 1945 von der Roten Armee besetzt. Anschließend wurde Schlitt zusammen mit der gesamten südlichen Hälfte Ostpreußens von der Sowjetunion der Volksrepublik Polen zur Verwaltung überlassen. In der Folgezeit wurde die einheimische Bevölkerung von der polnischen Administration aus dem Kreisgebiet vertrieben. Der Ortsname Schlitt wurde zu Skolity polonisiert. Das Dorf zählte im Jahre 2021 288 Einwohner.

## Religion

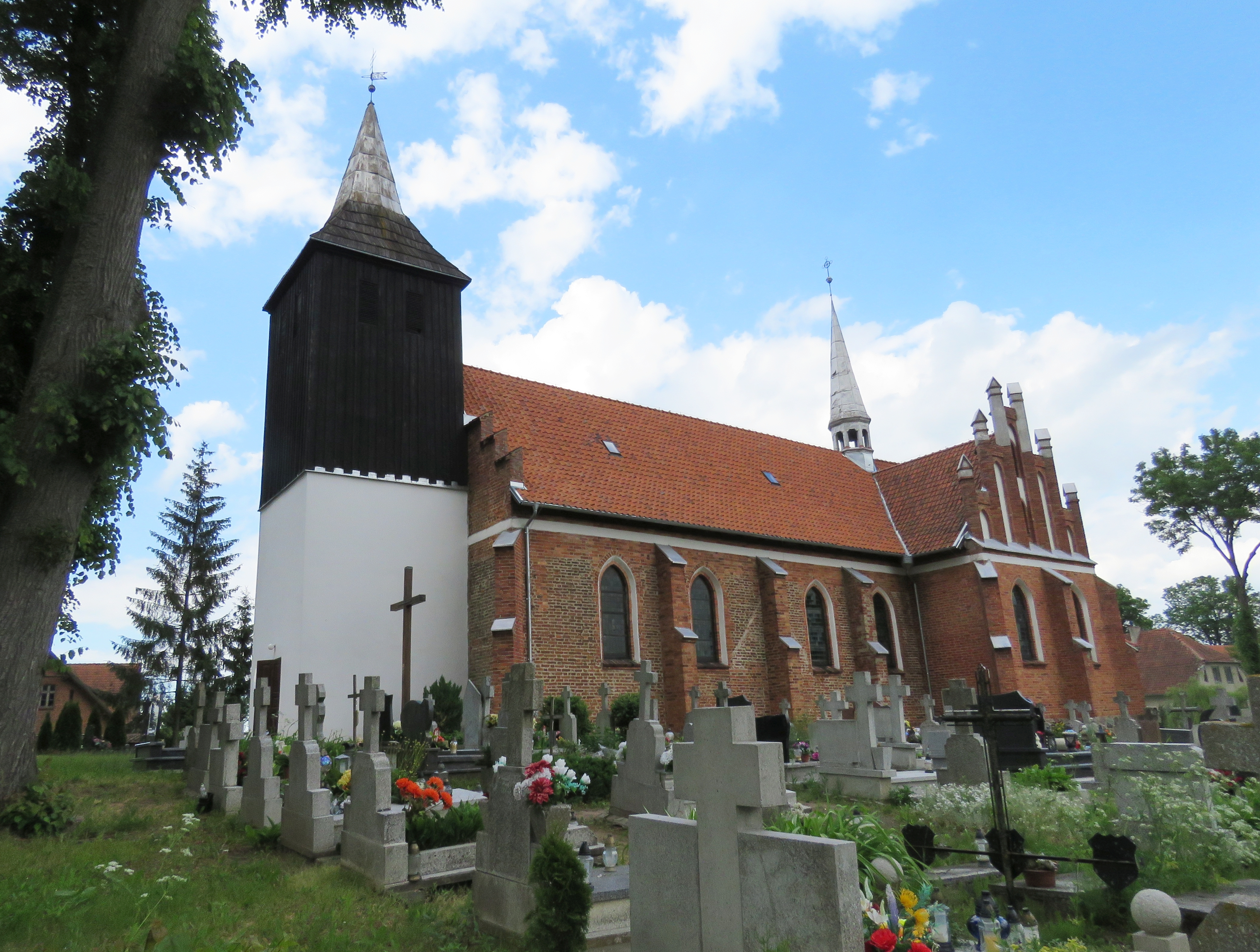
Die Mariä-Geburt-Kirche in Skolity

Eine erste Kirche wurde bald nach Gründung des Dorfs gebaut. 1684 musste sie durch einen Neubau ersetzt werden, auf dessen Grundmauern man in den Jahren 1708 bis 1710 den jetzigen Bau errichtete. Aus dem 18. Jahrhundert stammt der Holzturm. Eine Gebäudeerweiterung fand 1907 bis 1910 durch Einbau eines Querhauses und eines Chors statt.
Die Mariä-Geburt-Kirche verfügt im Innern über ein flaches hölzernes Kreuzgewölbe, das man 1708 bemalte und Anfang ds 20. Jahrhunderts auffrischte. Die Kanzel stammt aus der Zeit um 1750, die barocken Altäre von 1708. Die römisch-katholische Pfarrei Skolity gehört zum Erzbistum Ermland.
Bis 1945 war Schlitt außerdem in die evangelische Pfarrkirche Guttstadt (polnisch Dobre Miasto) in der Kirchenprovinz Ostpreußen der Kirche der Altpreußischen Union eingegliedert. Heute gehören die evangelischen Einwohner Skolitys zur Diözese Masuren der Evangelisch-Augsburgischen Kirche in Polen.

## Verkehr
Skolity liegt an einer Nebenstraße, die bei Kalisty (Kallisten) von der Woiwodschaftsstraße 530 abzweigt und bis nach Gołogóra (Blankenberg) führt. Eine von Garzewo (Alt Garschen) kommende Straße endet in Skolity.
Eine Bahnanbindung besteht nicht.